# Monte Eos
Il Monte Eos (in lingua inglese: Mount Eos) è una montagna antartica dalla sommità rocciosa, alta 2.600 m, situata 8 km a nord del Monte Adam, nei Monti dell'Ammiragliato, in Antartide. 
Il monte è stato visitato nel 1981-82 da Bradley Field, geologo della New Zealand Geological Survey, che ne propose la denominazione perché da qui si gode di un'eccellente visione sia dell'alba che del tramonto. Nella mitologia greca antica infatti Eos è la dea dell'alba, il cui equivalente presso i Romani era Aurora.